# اللغة البروسية القديمة
لغة بروسية قديمة هي لغة بلطيقية منقرضة منذ أوائل القرن الثامن عشر أستعملت من قبل البروسيين القدامى سكان مايعرف ببروسيا.